# Параскева Илиева
Параскева Ганева Илиева е една от най-известните търновски модистки, въвела европейската мода в града.

## Биография
Параскева Илиева е родена в Търново през 1889 г. От малка е привлечена от трудния занаят на моделиера. Завършва стопанското училище „Мария Попова“ в Търново. Там добрите преподаватели я научават да изработва кройки, да прави ръчни, специални и машинни шевове, да изработва трудните рязани бродерии. През 1908 г. се жени за Ганчо Илиев – прочут търновски обущар, собственик на известното ателие „Червен ботуш“. Семейството има 3 дъщери и 1 син.
Продължава да се усъвършенства в любимата професия, затова посещава прочутия европейски център за новости в дамското облекло в Прага. Оставя своите малки дъщерички Фрозка /р. 1909/ и Евгения /р. 1911/ на грижите на близките си и заминава в чужбина. Там се усъвършенства в изработване на дамско облекло. Запознава се с големи професионалисти в модния дизайн. Тази специализация допринася много за самочувствието и авторитета на талантливата модистка.
Пъша Илиева /както я наричат търновци/ има клиентки от най-изисканото търновско общество.
В ателието ѝ се стичат не само местните дами, но и пребиваващите в града чужденки. Измежду най-изявените ѝ клиентки се отличава колоритната Мара Михалска – бележита търновска фармацевтка.
За съвършенството на тоалетите в голяма степен допринасят и изящните бродерии. Първата в Търново бродировъчна машина "Singer" е нейна. Апликациите с дантели, нервюри, рюшчета, волани, рязяни бродерии, жаба, паети и др. превръщат дамските тоалети в истински произведения на изкуството.
Нейна страст са булчинските рокли, в които влага цялото си творчество. Поколения търновки са запечатали на снимки не само този тържествен момент в техния живот, но и прекрасните си сватбени тоалети.
Вече доказан професионалист, през 1925 г. Пъша Илиева създава първото шивашко ателие във Велико Търново, специализирано в изработване на дамски облекла. Работничките, което са наети, са възпитанички на Стопанското училище в града, в което и тя е получила качествено образование. Повече от 60 стажантки преминават през ателието, а най-кадърните оставт на работа при Пъша Илиева.
Изисканата моделиерка е абонирана за най-известните френски и немски модни журнали, пристигащи от Париж и Берлин. На нейния адрес „Пиколо“ 9 се получава и първото българско модно списание „Мода и домакинство“ /1897 г., редактирано от Елена Ушева/, по-късно и списание „Икономия и домакинство“. И двете издания съдържат кройки, модели, плетива, кулинарни рецепти и полезни съвети.
Пъша Илиева контактува професионално с най-реномираната софийска модна дизайнерка Пелагия Видинска – авторка на облекла за висшето женско общество в столицата през 20-те, 30-те и 40-те години на ХХ век. Пелагия Видинска е създателка на колекция от облекла за царската фамилия, като вплита мотиви от българските национални облекла.
Параскева Илиева успява да постигне големи успехи за своето време – многолюдно семейство, успешен бизнес, много приятели, почивки на минерални бани и на морето, къща на Пишмана. Най-много обичала да посещава известен търновски ресторант заради чудесното изпълнение на хавайска китара.
След 1944 г. народната власт закрива ателието ѝ. Но тя продължава да упражнява любимия си занаят вкъщи. Нейните наследници си спомнят, че изработвала спортните екипи на работниците от Текстилна фабрика „Мавриков“.
Пъша Илиева намира вечен покой през 1958 г. Но нейните умения са наследени от трите ѝ дъщери. Най-талантлива от тях е средната – Евгения, която дълги години е преподавателка по практика в Стопанското училище. Най-малката дъщеря Тодорка Йончева е първата дипломирана детска учителка във Велико Търново, завършила Американския колеж на мис Кларк в София. Дъщерите предават наученото от Пъша на своите деца и така традицията е все още жива.